# Quimpo (São Tomé)
Quimpo (São Tomé) é uma aldeia de São Tomé e Príncipe, localiza-se no Distrito de Cantagalo, ilha de São Tomé, próxima às localidades de Budo Budo, de Mestre António, de Santo António e de Francisco Montero.